# Mary Peters (atlete)
Lady Mary Elizabeth Peters (Halewood, 6 juli 1939) is een Brits voormalige atlete, die zich had gespecialiseerd in de meerkamp. Op de individuele onderdelen was zij daarnaast vooral ook succesvol bij het kogelstoten. Ze nam driemaal deel aan de Olympische Spelen en werd bij die gelegenheden eenmaal olympisch kampioene op de vijfkamp.

## Biografie

### Jeugd en start atletiekloopbaan
Peters groeide in eerste instantie op in Halewood, Lancashire. Op haar elfde verhuisde zij echter naar het Noord-Ierse Ballymena, omdat haar vaders werk daar naartoe werd verplaatst. Haar vader stimuleerde gedurende haar tienertijd haar atletiek carrière door bij wijze van verjaardagscadeaus thuis steeds trainingsfaciliteiten voor haar te creëren. Nadat zij eenmaal haar onderwijzersdiploma had behaald, combineerde zij haar trainingen met haar werk.
Na Ballymena verhuisde het gezin naar Portadown, waar Peters de opleiding aan het plaatselijke gymnasium volgde. Daar maakte zij voor het eerst kennis met de atletieksport. In 1956 was zij daar klassenvertegenwoordigster. Twee jaar later deed zij voor het eerst mee aan de Gemenebestspelen in Cardiff en werd zij elfde bij het kogelstoten met 11,21 m. Aan die Gemenebestspelen zou zij in totaal zes keer meedoen. Het leverde haar twee gouden medailles op de vijfkamp op, plus eenmaal goud en zilver bij het kogelstoten.

### Eerste medailles en olympisch debuut
In 1962 veroverde Peters haar eerste nationale titel op de vijfkamp. Tot en met 1973 presteerde zij dit in totaal acht maal. Twee jaar later maakte zij op deze meerkamp haar olympisch debuut op de Olympische Spelen in Tokio. Hier viel zij met een score van 4797 punten net buiten het podium. De Russin Irina Press won de vijfkamp met een wereldrecordprestatie van 5246 punten en ook Peters landgenote Mary Rand scoorde met 5035 punten nog voorbij de 5000 punten. Op het individuele onderdeel kogelstoten, waarop zij eerder dat jaar zowel in- als outdoor eveneens nationaal kampioene was geworden, kwam zij in Tokio niet door de kwalificatieronde heen.
Vier jaar later was Peters op de Olympische Spelen in het hooggelegen Mexico opnieuw van de partij. Ditmaal concentreerde zij zich uitsluitend op de vijfkamp en even leek zij voor een verrassing te gaan zorgen door op het tweede onderdeel kogelstoten, haar specialiteit, met 15,09 m veruit de beste prestatie te leveren en het tussenklassement aan te voeren. Relatief zwakke springprestaties wierpen haar echter gaandeweg terug in de rangschikking, waarna zij uiteindelijk met 4803 punten als negende eindigde.

### Verrassende winst op Olympische Spelen 1972
Peters was inmiddels de 30 jaar gepasseerd, maar had nog voldoende ambitie om in 1972 aan de Olympische Spelen in München deel te nemen. Ze besefte echter dat, wilde ze daar kans maken op een medaille op de vijfkamp (waarin in 1969 de 80 m horden was vervangen door de 100 m horden), zij met name haar prestaties op de sprongonderdelen drastisch zou moeten verbeteren. Weliswaar was zij op de Gemenebestspelen in 1970 kampioene op de vijfkamp geworden met 5148 punten, een toernooirecord, maar daar had zij vooral de winst behaald op de drie andere onderdelen. Op zowel hoog- als verspringen was zij met 1,66 en 5,73 m flink achtergebleven op de concurrentie. In 1971 besteedde Peters daarom alle aandacht en energie aan haar training onder leiding van coach Buster McShane en kwam zij het hele jaar niet uit in wedstrijden. Zij benutte deze tijd vooral met het zich eigen maken van de floptechniek, de ruggelingse hoogspringtechniek die op de Olympische Spelen van 1968 door de Amerikaan Dick Fosbury was geïntroduceerd. Dat bleek een gouden greep. 
In de aanloop naar de Spelen in München werd door de deskundigen nauwelijks rekening gehouden met de nu 33-jarige Peters als kanshebster op olympisch eremetaal. De strijd om goud zou, zo werd verwacht, vooral gaan tussen de Oost-Duitse wereldrecordhoudster Burglinde Pollak en haar West-Duitse tegenhanger Heide Rosendahl, de regerend Europese kampioene. Nadat de vijfkamp in München eenmaal op gang was gekomen ging echter geen van beiden, maar Peters, na twee persoonlijke records op de 100 m horden en bij het kogelstoten, ruimschoots aan de leiding. Dat was overigens op de Spelen vier jaar eerder niet anders geweest. In tegenstelling tot Mexico zakte de Britse ditmaal bij het volgende onderdeel, het hoogspringen, niet terug, maar overtrof juist zichzelf en iedereen door als enige, dankzij de aangeleerde floptechniek, met 1,82 de grens van 1,80 te passeren. De intensieve trainingsarbeid van het jaar ervoor betaalde zich nu uit en de Britse meerkampster had na de eerste dag haar voorsprong op de concurrentie vergroot tot 301 punten.
De tweede dag ging Heide Rosendahl bij het verspringen vol in de aanval met een zeer verre sprong van 6,83. Ondanks dat Peters ook hier een PR-prestatie neerzette van 5,98, leverde dit Rosendahl ten opzichte van Peters 180 punten meer op. Voorafgaand aan het laatste onderdeel, de 200 m, was zij de Britse hierdoor tot op 291 punten genaderd en Rosendahl was een erkend betere 200 meterloopster dan Peters. De West-Duitse startte op het laatste onderdeel dan ook razendsnel en doorbrak met 22,96 s, een PR-prestatie, de grens van 23 seconden. Ook Peters, hoewel duidelijk de mindere op dit onderdeel, liep met 24,08 echter een PR en hield hiermee aan de finish nog 10 punten van haar voorsprong over. Haar totaal kwam hiermee op 4801 punten, een wereldrecord. Heide Rosendahl werd tweede en ging met haar puntentotaal van 4791 ook nog aan het oude record voorbij; het brons was voor Burglinde Pollak, die met 4768 punten zeven punten onder haar eigen oude wereldrecord bleef. Het spannende gevecht op de vijfkamp leverde zodoende een verrassende winnares op en was een van de hoogtepunten van het atletiekprogramma in München.

### Laatste successen en onderscheidingen
Peters werd tijdens de nieuwjaars lintjesregen van 1973 benoemd tot lid in de Orde van het Britse Rijk vanwege haar olympische gouden medaille.
Zij ging hierna nog twee jaar door met haar actieve atletiekloopbaan, veroverde in 1973 haar achtste en laatste Britse titel op de vijfkamp en verdedigde bij haar vijfde optreden op de Gemenebestspelen van 1974 in het Nieuw-Zeelandse Christchurch met succes haar titel op dit onderdeel. Daarna zette zij er een punt achter en maakte zij zich vervolgens sterk voor het opzetten van sportieve activiteiten voor de burgers in Belfast en het werven van fondsen daarvoor. Ze was ook teammanager van talrijke vrouwenteams bij internationale atletiektoernooien en werd in 2009 benoemd tot Lord Lieutenant van de stad Belfast. 
Van 2009 tot en met 2014 was Peters de vertegenwoordigster van de Britse koningin in Noord-Ierland.
In 1990 werd ze bevorderd tot Commandeur in de Orde van het Britse Rijk vanwege haar bijdrage aan de Britse sport.
In 2000 volgde de promotie tot dame-commandeur vanwege haar bijdrage aan Noord-Ierland en de sport, vanwege deze graad mocht ze zich Dame Mary Peters noemen.
Peters werd in 2015 lid van de Orde van de Eregezellen.
In 2019 werd Peters opgenomen in de hoogste Britse orde namelijk de Orde van de Kousenband. Sindsdien mag zij de titel Lady dragen.

## Titels
- Olympisch kampioene vijfkamp - 1972
- Gemenebestkampioene kogelstoten - 1970
- Gemenebestkampioene vijfkamp - 1970, 1974
- Brits (AAA-)kampioene 100 m horden - 1970
- Brits (AAA-)kampioene kogelstoten - 1964, 1970
- Brits (AAA-)kampioene vijfkamp - 1962, 1963, 1964, 1965, 1966, 1968, 1970, 1973
- Brits (AAA-)indoorkampioene 60 m horden - 1970
- Brits (AAA-)indoorkampioene kogelstoten - 1964, 1965, 1966, 1970, 1972

## Persoonlijke records
| Onderdeel           | Prestatie      | Datum            | Plaats      |
| ------------------- | -------------- | ---------------- | ----------- |
| 200 m               | 24,08 s        | 3 september 1972 | München     |
| 80 m horden         | 11,10 s        | 15 oktober 1968  | Mexico-stad |
| 100 m horden        | 13,29 s        | 2 september 1972 | München     |
| hoogspringen        | 1,82 m         | 2 september 1972 | München     |
| verspringen         | 5,98 m         | 3 september 1972 | München     |
| kogelstoten         | 16,20 m        | 2 september 1972 | München     |
| vijfkamp (+ 80 mH)  | 4803 p         | 16 oktober 1968  | Mexico-stad |
| vijfkamp (+ 100 mH) | 4801 p (ex-WR) | 3 september 1972 | München     |

## Palmares

### 60 yd horden
- 1963:  Britse (AAA-)indoorkamp. - 8,4 s
- 1964:  Britse (AAA-)indoorkamp. - 8,2 s
- 1965:  Britse (AAA-)indoorkamp. - 8,0 s

### 60 m horden
- 1970:  Britse (AAA-)indoorkamp. - 8,5 s
- 1972:  Britse (AAA-)indoorkamp. - 8,6 s

### 100 m horden
- 1970:  Britse (AAA-)kamp. - 14,0 s
- 1973:  Britse (AAA-)kamp. - 14,40 s

### hoogspringen
- 1972:  Britse (AAA-)kamp. - 1,74 m
- 1973:  Britse (AAA-)indoorkamp. - 1,74 m

### kogelstoten
- 1961:  Britse (AAA-)kamp. - 12,24 m
- 1962:  Britse (AAA-)indoorkamp. - 13,19 m
- 1962:  Britse (AAA-)kamp. - 13,03 m
- 1962: 12e EK - 13,15 m
- 1963:  Britse (AAA-)indoorkamp. - 13,73 m
- 1964:  Britse (AAA-)indoorkamp. - 14,97 m
- 1964:  Britse (AAA-)kamp. - 14,22 m
- 1964: 14e in kwal. OS - 14,46 m
- 1965:  Britse (AAA-)indoorkamp. - 14,10 m
- 1966:  Britse (AAA-)indoorkamp. - 15,30 m
- 1966:  Gemenebestspelen - 16,29 m
- 1966: 12e EK - 14,81 m
- 1967:  Britse (AAA-)kamp. - 13,66 m
- 1970:  Britse (AAA-)indoorkamp. - 15,86 m
- 1970: 8e EK indoor - 15,70 m
- 1970:  Britse (AAA-)kamp. - 14,85 m
- 1970:  Gemenebestspelen - 15,93 m
- 1972:  Britse (AAA-)indoorkamp. - 16,26 m
- 1973:  Britse (AAA-)kamp. - 14,49 m

### vijfkamp
- 1962:  Britse (AAA-)kamp. - 4190 p
- 1962: 5e EK - 4586 p
- 1963:  Britse (AAA-)kamp. - 4385 p
- 1964:  Britse (AAA-)kamp. - 4801 p
- 1964: 4e OS - 4797 p
- 1965:  Britse (AAA-)kamp. - 4413 p
- 1966:  Britse (AAA-)kamp. - 4625 p
- 1968:  Britse (AAA-)kamp. - 4723 p
- 1968: 9e OS - 4803 p
- 1970:  Britse (AAA-)kamp. - 4841 p
- 1970:  Gemenebestspelen - 5148 p
- 1972:  OS - 4801 p (WR)
- 1973:  Britse (AAA-)kamp. - 4429 p
- 1974:  Gemenebestspelen - 4455 p

1964: Irina Press ·
1968: Ingrid Becker ·
1972: Mary Peters ·
1976: Siegrun Siegl ·
1980: Nadezjda Tkatsjenko
- World Athletics: 14372718
- International Standard Name Identifier: 0000 0000 8278 6537
- Library of Congress Control Number: n84075087
- MusicBrainz: a9b88b73-596f-461c-b144-d77109e31de3
- Virtual International Authority File: 92370920
- WorldCat: E39PBJyhjP9Bjmf9PyptdhQQbd